# Anna Paulowna vasútállomás
Anna Paulowna vasútállomás vasútállomás Hollandiában, Hollands Kroon községben, Anna Paulowna településen.

## Vasútvonalak
Az állomást az alábbi vasútvonalak érintik:
- Nieuwediep–Amsterdam-vasútvonal

## Kapcsolódó állomások
A vasútállomáshoz az alábbi állomások vannak a legközelebb:
- Den Helder Zuid vasútállomás
- Schagen vasútállomás